# Joe Cooper (cầu thủ bóng đá, sinh năm 1918)
Joseph Cooper (16 tháng 2 năm 1918 – 1992) là một cầu thủ bóng đá người Anh. Là một hậu vệ trái, ông cũng có thể thi đấu ở vị trí hậu vệ phải, ông chơi tại Football League cho Crewe Alexandra. Ông khởi đầu sự nghiệp khi đầu quân cho Blackpool, nhưng không ra sân lần nào ở Giải vô địch cho the Seasiders.